# Weimarer Pitaval: Der Fall Harry Domela
Der Fall Harry Domela ist ein Kriminalfilm der Reihe Fernsehpitaval des Deutschen Fernsehfunks von Wolfgang Luderer aus dem Jahr 1959.

## Handlung
Harry Domela arbeitet beim Bauern Schobrack im Kuhstall, doch statt seiner Aufgabe nachzugehen, hält er durch seine Geschichten (mal ist er Baron, mal war er Offizier der Reichswehr) die anderen Arbeitskräfte von ihren Tätigkeiten ab, so dass ihn der Bauer vom Hof jagt. Er landet in Berlin und wird in einem Wartesaal des Anhalter Bahnhofs festgenommen, da er keine Fahrkarte vorweisen kann. Um sich vor dem Gefängnis zu schützen, gibt er an, dass er Balte sei und beim Baltischen Hilfskomitee um Unterstützung bitten wird. Bereits am nächsten Tag spricht er bei dieser Einrichtung vor und möchte den Prof. Stellerbeck-Germor sprechen. Die schwerhörige Sekretärin Fräulein von Pressen verwechselt ihn aber mit einem anderen erwarteten Besucher und händigt ihm ein Empfehlungsschreiben an Graf Hardenberg aus. Der Professor, der doch noch kommt, erkennt in ihm den armen Arbeitslosen und gibt ihm 50 Pfennige zur Unterstützung, so dass Harry sofort wieder in den Wartesaal des Bahnhofs zurückgehen kann.
In der Gaststätte stehen am Nebentisch ein Viehhändler und drei seiner Trinkkumpane. Als diese schon völlig betrunken sind und den Überblick verloren haben, nimmt Harry Domela in einem unbeobachteten Moment dessen auf dem Tisch liegende Brieftasche an sich und verschwindet. Von dem geklauten Geld kleidet er sich erst einmal neu ein und fährt mit der Eisenbahn nach Heidelberg. Hier angekommen, meldet er beim Bahnhofsvorsteher, dass seine Brieftasche abhandengekommen ist. Der Beamte ist sehr unwillig und unhöflich, bis Harry die Verlustmeldung mit „Wilhelm, Prinz von Preußen“ unterschreibt. Nun geht ein Ruck durch den Beamten, er springt auf, verbeugt sich vor Domela, spricht ihn mit „Königliche Hoheit“ an und entwickelt eine starke Geschäftigkeit zur Behebung des Problems, so dass dessen Chef Oberamtmann Haeberlein aus dem Nebenraum hinzukommt und in die Lobhudelei einstimmt. Damit „Seine Königliche Hoheit“ bis zum Auftauchen seiner Geldbörse etwas freie Hand hat, bekommt er von Haeberlein einen Geldschein überreicht. Im Anschluss telefoniert dieser noch mit dem Hotel Europäischer Hof und avisiert den vermeintlichen Prinzen. Der lernt im Hotel die Familie von Blücher kennen, die ihm ein paar sorgenfreie Tage ermöglicht. Als er jedoch durch Zufall ein Telegramm liest, welches die Ankunft des echten Prinzen ankündigt, ist für ihn der Grund zur Abreise gekommen.
Sein nächstes Ziel ist Erfurt, welches er durch eine frühere Tätigkeit kennt und steigt dort in dem vornehmen Hotel Erfurter Hof ab, obwohl er keinen Pfennig Geld in der Tasche hat. Hier stellt er sich als Baron Korf vor, lässt aber durchblicken, dass er eigentlich Wilhelm Prinz von Preußen ist, was bewirkt, dass ihm auch dort die Welt zu Füßen liegt. Großzügige Geschenke und Ehrerbietungen sorgen für herrliche Zeiten, die Domela ausgiebig genießt. Da ein solch hoher Besuch nicht lange geheim bleibt, schreiben auch die Zeitungen darüber, was wiederum die Beamten der Kriminalpolizei in Berlin nachdenklich macht, denn eine Nachfrage bei der Königlichen Schatullenverwaltung ergibt, dass sich kein Mitglied der Königlichen Familie in dieser Gegend aufhält. Um Klarheit in das Problem Korf zu bringen, wird ein Berliner Kriminalbeamter nach Erfurt geschickt. Zum gleichen Zeitpunkt bekommt Domela die Wochenrechnung des Hotels überreicht und schafft es, durch einen getäuschten Anruf bei der Königlichen Schatullenverwaltung in Berlin, von seiner Zahlungsunfähigkeit abzulenken. Doch jetzt wird es knapp um Domelas Freiheit, denn auch ein Mitarbeiter der Schatullenverwaltung hat sich in Erfurt angemeldet, wie er durch den Hoteldirektor erfährt. In letzter Minute kann er noch einmal entwischen, doch alsbald naht das Ende seiner adligen Laufbahn und er landet verdientermaßen im Zuchthaus.

## Produktion und Veröffentlichung
Der Fernsehfilm erschien als 6. Folge der Filmreihe Weimarer Pitaval und wurde am 4. Juni 1959 zum ersten Mal gesendet.
Das Buch wurde von Friedrich Karl Kaul, der auch die verbindenden Texte spricht und Walter Jupé anhand authentischer Gerichtsakten verfasst. Für die Dramaturgie war Aenne Keller verantwortlich.

## Kritik
Erwin Reiche äußerte sich in der Berliner Zeitung folgendermaßen:

„Auch dies Spiel des ‚Pitavals‘, wie stets von Kaul kommentiert, ist ein Stück kritischer Realismus, mit sozialistischen Augen gesehen, wenn auch weniger streng dokumentarisch als die früheren, dramaturgisch weniger straff und weniger kontuniert. Und auch die Auswahl der Darsteller und ihre Führung zeigte nicht in jedem die gleiche äußerste unterscheidende Genauigkeit gesellschaftlicher und persönlicher Charakterisierung in Ton und Zeichnung. Und doch war auch diese Folge des ‚Weimarer Pitavals‘, der ja seine eigenen Maßstäbe geschaffen hat, insgesamt wieder ein besonderer Genuß, unterhaltsamer politisch-künstlerischer Anschauungsunterricht.“